# کروم دیوپسید
کروم دیوپسید  (به انگلیسی: Chromdiopside) با فرمول شیمیایی CaMg[Si2O6] از مجموعه کانی هاست و از واژگان کروم و دیوپسید اخذ شده‌است CaO:۲۵٫۹٪  MgO:۱۸٫۶٪  SiO۲:۵۵٫۵٪  وادخالهای Cr (مشابه کروم دیوپسید), Zn - Mn - Fe برای اولین بار در فنلاند کشف شد و از نظر شکل بلور: منشوری - بلور‌های طویل کامل -، رنگ: قرمز - قرمزسیاه - خاکستری، شفافیت: شفاف - نیمه کدر، شکستگی: صدفی - نامنظم، جلا: شیشه‌ای - چرب، رخ: ضعیف - مطابق با سطح، سیستم تبلور: مونوکلینیک و در رده‌بندی سیلیکات است همچنین خاصیت مغناطیسی ندارد و منشأ تشکیل آن توده‌های بازیک تا اولترابازیک - است.
همایند کانی‌شناسی (پارانژ) آن واکنش‌های شیمیایی - اشعه Xاوژیت - فاسائیت- کلریت- بیوتیت- مگنتیت- گارنت هادگرگونی- اسکارن هاقرصی شکل - ماکله است
، از نظر ژیزمان بلوری - آگرگات دانه‌ای - توده‌ای - شعاعی کمیاب است و بیشتر در روسیه، فنلاند، آفریقای جنوبی، مکزیک، ژاپن، زلاندنو، هند، کوبا و بیرمانی یافت می‌شود.

## منبع
- پردیس کشاورزی ایران